# HD 83548
HD 83548，又名CD-42 5462，SAO 221355、HR 3842，是一颗恒星，视星等为5.5，位于銀經269.65，銀緯6.84，其B1900.0坐标为赤經9h 34m 7s，赤緯-42° 6.84′ 22″。